# Libčice nad Vltavou
Libčice nad Vltavou är en stad i Tjeckien.   Den ligger i regionen Mellersta Böhmen, i den centrala delen av landet, 13 km norr om huvudstaden Prag. Libčice nad Vltavou ligger 191 meter över havet och antalet invånare är 3 227.
Terrängen runt Libčice nad Vltavou är huvudsakligen platt. Libčice nad Vltavou ligger nere i en dal. Runt Libčice nad Vltavou är det mycket tätbefolkat, med 1 754 invånare per kvadratkilometer. Närmaste större samhälle är Prag, 12,8 km söder om Libčice nad Vltavou. Trakten runt Libčice nad Vltavou består till största delen av jordbruksmark.